# Acordo Roem–Van Roijen
O Acordo Roem-Van Roijen foi um acordo feito entre os republicanos indonésios e os Países Baixos em 7 de maio de 1949 no Des Indes Hotel. O nome foi derivado entre os dois principais negociadores na reunião; Mohammad Roem e Jan Herman van Roijen. O objetivo da reunião era resolver questões pendentes antes da independência da Indonésia, que seria concedida na Mesa Redonda em Haia, no final daquele mesmo ano.
Em 19 de dezembro de 1948, os holandeses fizeram um último esforço para recuperar o controle das áreas de sua antiga colônia, a Indonésia, que havia declarado independência em 1945 e ainda estavam sob domínio das forças republicanas, lançando uma "ação policial" conhecida como Operação Kraai. Apesar do sucesso militar da operação, na qual as forças holandesas derrotaram os combatentes indonésios e retomaram o controle de toda a ilha de Java, incluindo a capital republicana, Yogyakarta, a ação enfrentou condenação mundial, inclusive da Organização das Nações Unidas (ONU).
Em 31 de dezembro, os holandeses concordaram com um cessar-fogo solicitado pela ONU. Posteriormente, os Estados Unidos pressionaram os holandeses a negociar com o lado indonésio, inclusive ameaçando reter ajuda financeira no pós-guerra. Os holandeses concordaram. Em janeiro 1949, o Conselho de Segurança das Nações Unidas apelou à libertação dos líderes indonésios capturados durante a acção policial e à transferência da soberania dos holandeses para a Indonésia até 1 Julho de 1950. Perante esta pressão, os holandeses admitiram a derrota e insistiram em discussões preliminares com o governo republicano indonésio. 

## Discussões
As negociações entre os dois lados começaram em 14 de abril, mas chegaram a um impasse após uma semana, com o líder da delegação holandesa, Jan Herman van Roijen, exigindo o fim da guerrilha e o acordo dos indonésios para comparecer à Mesa Redonda antes que a liderança republicana pudesse retornar a Yogyakarta. O chefe da delegação republicana indonésia, Mohammad Roem, rejeitou estas exigências e disse que a liderança republicana deveria primeiro regressar à capital. Os Estados Unidos então pressionaram o lado indonésio a aceitar os termos holandeses, o que fizeram temendo perder o apoio dos EUA caso se recusassem. Um membro da delegação indonésia, Mohammad Natsir, demitiu-se em protesto, mas ambas as partes chegaram a um acordo em 7 de maio. 
Os principais pontos de acordo foram: 
- Forças armadas indonésias cessarão todas as atividades de guerrilha
- O consentimento do governo republicano indonésio para participar da Mesa Redonda
- Restauração do governo republicano indonésio em Yogyakarta
- As tropas holandesas cessarão todas as operações militares e libertarão todos os prisioneiros de guerra capturados desde 17 dezembro de 1948
- Os holandeses devem abster-se de estabelecer mais estados federais no território dos futuros Estados Unidos da Indonésia

## Consequências
Em essência, os holandeses obtiveram as concessões que buscavam do lado indonésio na época do impasse. A libertação dos prisioneiros capturados prosseguiu, mas os holandeses classificaram as pessoas detidas após 10 de maio como criminosos, que por isso não eram elegíveis para libertação. Em 18 de junho, o Governo de Emergência da República da Indonésia, que assumiu o papel governamental após o ataque holandês, ordenou que as tropas da república interrompessem a ação militar, e as últimas forças holandesas deixaram a região de Yogyakarta em 30 de junho.
Em 6 de julho, os líderes republicanos Sukarno e Hatta retornaram à capital. Na semana seguinte, eles retomaram o papel de governo e o gabinete se reuniu. Em julho e agosto, os republicanos indonésios realizaram uma série de reuniões com a Assembleia Consultiva Federal, representando os estados estabelecidos em áreas controladas pelos holandeses, para concordar com a forma dos Estados Unidos da Indonésia (RIS) independentes. A transferência final da soberania para a RIS foi acordada na Mesa Redonda realizada em Haia de 23 de agosto a 2 de novembro de 1949.